# Prepoplanops boleadorensis
Il prepoplanope (Prepoplanops boleadorensis) è un mammifero xenartro estinto, appartenente ai Pilosa. Visse nel Miocene inferiore (circa 18 - 16 milioni di anni fa) e i suoi resti fossili sono stati ritrovati in Sudamerica. 

## Descrizione
Questo animale era un bradipo terricolo di taglia media, lungo circa 1,5 - 2 metri.

## Classificazione
Prepoplanops era un rappresentante dei Planopinae, un gruppo di bradipi terricoli di incerta collocazione sistematica, vissuti nel corso del Miocene. In particolare, sembra che Prepoplanops fosse una forma intermedia tra Planops e Prepotherium.
Prepoplanops boleadorensis venne descritto per la prima volta nel 2013, sulla base di resti fossili ritrovati in Argentina, nella Provincia di Santa Cruz, nella formazione Cerro Boleadoras.